# Andrew Braybrook
Andrew Braybrook, född 1960 i Storbritannien, är en av pionjärerna inom spelutveckling för hemdatorer. Andrew Braybrook har bland annat utvecklat spel som Paradroid, Uridium och Morpheus.

## Ludografi
- Gribbly's Day Out 1985, C64
- Paradroid 1985, C64
- Uridium 1986, C64
- Alleykat 1986 C64
- Morpheus 1987, C64
- Intensity 1988, C64
- Rainbow Islands 1990, Amiga
- Paradroid 90 1990, Amiga
- Realms 1991, Amiga
- Fire and Ice 1992, Amiga
- Uridium 2 1993, Amiga